# Lisbon (North Dakota)
Lisbon er en amerikansk by og administrativt centrum for det amerikanske county Ransom County i staten North Dakota. I 2000 havde byen et indbyggertal på 2.292.
46°26′21″N 97°41′01″V / 46.4392°N 97.6836°V